# چارلز کلمن
چارلز کُلمن (انگلیسی: Charles Coleman؛ ۲۲ دسامبر ۱۸۸۵ – ۸ مارس ۱۹۵۱) بازیگر اهل استرالیا و ایالات متحده آمریکا بود. وی بین سال‌های ۱۹۱۵ تا ۱۹۴۹ میلادی فعالیت می‌کرد.

## گزیدهٔ فیلم شناسی
- دوست من ایرما (۱۹۴۹)
- مسیر گرند کنیون (۱۹۴۸)
- لنگرها را بکشید (۱۹۴۵)
- صخره‌های سفید دوور (۱۹۴۴)
- خانم پارکینگتون (۱۹۴۴)
- جین ایر (۱۹۴۳)
- شرلوک هولمز با مرگ روبه‌رو می‌شود (۱۹۴۳)
- دفاع غیرنظامی (۱۹۴۳)
- شب‌های عربی (۱۹۴۲)
- پیتسبرگ (۱۹۴۲)
- گروه رگتایم الکساندر (۱۹۳۸)
- یکصد مرد و یک دختر (۱۹۳۷)
- ناخداهای دلیر (۱۹۳۷)
- شاهزاده و گدا (۱۹۳۷)
- سه دختر زرنگ (۱۹۳۶)
- پسران مومیایی (۱۹۳۶)
- لویدز لندن (۱۹۳۶)
- زیگفلد کبیر (۱۹۳۶)
- بکی شارپ (۱۹۳۵)
- وسوسه باشکوه (۱۹۳۵)
- طلاق خوش (۱۹۳۴)